# ولاية إيمو
ولاية إيمو (بالإنجليزية: Imo State)‏ هي ولاية في نيجيريا، بلغ عدد سكانها 3,927,563  نسمة وذلك حسب إحصائيات سنة 2006، عاصمتها أويري، تبلغ مساحتها 5,530 كيلومتر مربع، رمزها البريدي هو 460001.

## الموقع
تشترك في الحدود مع:
- ولاية أنمبرة
  - ولاية أبيا
  - ولاية ريفرز.